# Srokowo (gromada)
Srokowo – dawna gromada, czyli najmniejsza jednostka podziału terytorialnego Polskiej Rzeczypospolitej Ludowej w latach 1954–1972.
Gromady, z gromadzkimi radami narodowymi (GRN) jako organami władzy najniższego stopnia na wsi, funkcjonowały od reformy reorganizującej administrację wiejską przeprowadzonej jesienią 1954 do momentu ich zniesienia z dniem 1 stycznia 1973, tym samym wypierając organizację gminną w latach 1954–1972.
Gromadę Srokowo z siedzibą GRN w Srokowie utworzono – jako jedną z 8759 gromad na obszarze Polski – w powiecie kętrzyńskim w woj. olsztyńskim na mocy uchwały nr 15 WRN w Olsztynie z dnia 4 października 1954. W skład jednostki weszły obszary dotychczasowych gromad Srokowo, Leśniewo, Leśny Rów i Wysoka Góra ze zniesionej gminy Srokowo  w tymże powiecie. Dla gromady ustalono 15 członków gromadzkiej rady narodowej.
1 stycznia 1958 do gromady Srokowo włączono wsie Kosakowo, Wilczyny i Stare Jegławki, osady Lipowo i Wilcza Wólka oraz PGR-y Skandławki, Kolkiejmy, Jegławki i Nowe Jegławki ze zniesionej gromady Kosakowo, a także wieś i PGR Solanka, PGR Chojnica, wieś Silec oraz osady Młynowo, Podlasie, Siemkowo i Silecki Folwark ze zniesionej gromady Solanka – w tymże powiecie.
1 stycznia 1960 z gromady Srokowo wyłączono PGR-y Kolkiejmy i Skandławka, włączając je do gromady Barciany  w tymże powiecie; do gromady Srokowo włączono natomiast wsie Bajory Wielkie, Bajory Małe i Wyskok, PGR-y Bajorski Gaj, Brzeźnica, Mrowiny, Mazurkowo i Bajorki oraz leśniczówki Oparczyska, Osikowo, Marszałki, Wilczyny i Jegławki ze zniesionej gromady Bajory Wielkie w tymże powiecie.
30 czerwca 1968 do gromady Srokowo włączono: a) wieś Siniec oraz przysiółki Rypławki i Sińczyk ze zniesionej gromady Nowa Różanka; b) PGR Kałki z gromady Mołtajny – w tymże powiecie.
Gromada przetrwała do końca 1972 roku, czyli do kolejnej reformy gminnej.  1 stycznia 1973 w powiecie kętrzyńskim reaktywowano gminę Srokowo.